# Renato Marangoni
Renato Marangoni (Crespano del Grappa, Treviso, Itália, 25 de maio de 1958) é um clérigo italiano e bispo católico romano de Belluno-Feltre.

## Biografia
Nasceu em Crespano del Grappa, província de Treviso e diocese de Pádua, em 25 de maio de 1958.

### Formação sacerdotal e ministério
Na juventude frequentou o Instituto Cavanis "Collegio Canova" de Possagno, administrado pelos Padres Cavanis. Depois de estudar teologia no Seminário Episcopal de Pádua, frequentou a Pontifícia Universidade Gregoriana, obtendo o doutorado em teologia.
Em 4 de junho de 1983 foi ordenado sacerdote em Pádua pelo Arcebispo Filippo Franceschi.
Em 2001 foi nomeado delegado do bispo para a pastoral familiar e presidente da comissão de família da diocese de Pádua.
Em 2008 foi nomeado vigário episcopal para o apostolado leigo e cônego honorário da catedral de Pádua e tornou-se membro dos principais órgãos pastorais da diocese.
Em 2012 foi secretário da II Conferência Eclesial do Trivéneto de Aquileia.
No outono de 2015 foi nomeado vigário episcopal para a pastoral.
No momento da sua nomeação como bispo, era também diretor da Coordenação Pastoral Diocesana, membro do Conselho Diretivo do Centro de Comunicação Social de Pádua, presidente do Conselho Diretivo do Movimento Apostólico Diocesano; assistente do Conselho das agregações leigas de Pádua e do Trivéneto.

### Ministério episcopal
Em 10 de fevereiro de 2016, o Papa Francisco o nomeou Bispo de Belluno-Feltre. O bispo de Pádua, Claudio Cipolla, o consagrou bispo em 10 de abril do mesmo ano. Co-consagradores foram seu antecessor Giuseppe Andrich, o Patriarca de Veneza, Francesco Moraglia, e o ex-bispo de Pádua, Antonio Mattiazzo. A posse na diocese de Belluno-Feltre ocorreu em 24 de abril de 2016.
Recebeu a ordenação episcopal em 10 de abril do bispo de Pádua Claudio Cipolla, dos co-consagradores Francesco Moraglia, patriarca de Veneza, Antonio Mattiazzo, bispo emérito de Pádua, e Giuseppe Andrich, bispo emérito de Belluno-Feltre; toma posse canônica da diocese na catedral de Belluno no dia 24 de abril.
Em junho do mesmo ano comunicou aos sacerdotes que a partir do novo ano letivo os seminaristas da diocese não passarão mais o período formativo no seminário de Belluno (que, desde 2009, iniciou uma colaboração com o estudo teológico interdiocesano de Treviso-Vittorio Veneto), mas na de Trento, com seminaristas da arquidiocese de Trento e da diocese de Bolzano-Bressanone.
Em dezembro de 2017 deu uma nova estrutura às pastorais diocesanas. Ele então reorganizou a diocese, gerando polêmica na área de Feltre e entre os ladinos. Em 12 de setembro de 2018, esclareceu que a ativação de seis “convergências foraniais”, inicialmente apresentadas como “novas foranias”, representa na verdade uma experiência e «não significa ainda o “cancelamento” da organização foranial anterior, mas a possibilidade de tentar a sua adaptação às novas necessidades pastorais». Uma vez expirados os quatro delegados episcopais zonais, os onze vigários foranes e os dois reitores, no dia 27 de setembro seguinte nomeou seis “pró-vigários foranes”". Em 24 de outubro de 2019, confirmou as “novas convergências de decanatos e foranos” e nomeou seis vigários foranes. A escolha do vigário forano da convergência foranial incluindo o decanato de Cortina d'Ampezzo, a forânia de Cadore e a forânia de Comelico e o repensar do arquidiácono de Cadore (uma instituição eclesiástica centenária) suscitou o protesto e a mobilização de os fiéis Cadore.
No dia 22 de maio de 2021 convoca uma assembleia sinodal para «recompor o caminho percorrido até agora e abrir uma fase de implementação e maior consolidação da colaboração entre as comunidades paroquiais». Em novembro de 2022 apresentou o mapa das colaborações paroquiais.

## Brasão e lema

### Brasão
De calçado de ouro arredondado em vermelho, ao livro aberto encadernado do mesmo; no 1º para uma montanha de estilo italiano de seis picos prateados, passando da ponta e no 3º para o último jarro colocado na barra, vertendo três gotas de azul.
Escudo gótico com galero e cruz processional do bispo.

### Interpretação
As linhas curvas tripartidas do escudo lembram São Martinho, padroeiro de Belluno, que, segundo a tradição, cortou seu manto em dois para compartilhá-lo com um mendigo. A cor vermelha lembra o sangue derramado pelos santos mártires Vittore e Corona, santos padroeiros de Feltre. O Evangelho no topo representa o anúncio da Páscoa, enquanto as montanhas são uma referência ao Monte Grappa (em cujas encostas está Crespano del Grappa, cidade de origem do bispo), aos Alpes Feltrinos e às Dolomitas de Belluno. As gotas de água que saem do jarro de São Prosdócimo, padroeiro de Pádua, além de serem símbolo do batismo, lembram o rio Piave que atravessa a diocese.

### Lema episcopal
O lema episcopal escolhido Vai aos meus irmãos é retirado do Evangelho segundo João (20,17).